# Marco Polo (земснаряд)
Marco Polo — потужний фрезерний земснаряд (cutter suction dredger).

## Характеристики
Судно, назване на честь відомого середньовічного мандрівника, створили на замовлення бельгійської компанії Jan De Nul у 1979 році на нідерландській верфі IHC Dredgers у Кіндердейку. На момент свого спорудження воно було найпотужнішим — загальний показник силової установки 16,1 МВт — серед фрезерних земснарядів (до появи через 6 років належного тій же Jan De Nul земснаряда Leonardo da Vinci).
Пересування до місця виконання робіт здійснюється зі швидкістю до 11 вузлів, що забезпечується приводом із двох моторів по 2,3 МВт (судно відноситься до дизель-електроходів).
Земснаряд призначений для робіт на глибинах до 32 метрів. Привід його фрези має потужність 2,95 МВт, а для видалення розрихленого нею ґрунту використовується занурений насос потужністю 2,74 МВт та розміщені на борту два насоси по 3,5 МВт. Вибірка та вивантаження ґрунту відбувається за допомогою труб діаметром по 0,9 метра (для завантаження ґрунтовідвізних шаланд використовується труба діаметром 0,8 метра).
На борту забезпечується проживання 45 особи.

## Завдання судна
У грудні 1979 — січні 1980-го "Marco Polo" виконував роботи на місці майбутнього бельгійського терміналу для прийому зрідженого природного газу Зеєбрюгге ЗПГ.
В 1985-му земснаряд відвідав розташовані у Індійському океані Сейшельські острови, де провів поглиблення гавані для яхт в порту Вікторія (острів Мае). Одночасно він відсипав 5 тис. м3 коралів для укріплення острова Ходолу (штучно створений біля Вікторії у 1960-х роках).
Осінню 1992-го Jan de Nul взялась за роботи по модернізації Суецького каналу, котрі включали доведення глибин до 25 метрів. Первісно передбачалось, що фрезерні земснаряди Marco Polo та Amazone протягом року виберуть 19,5 млн м3 ґрунту, з яких лише 3 % належатимуть до твердих порід. У підсумку ж, хоча обсяг вийнятого матеріалу становив лише 14,5 млн м3, на тверді породи прийшлось 43 %, що затягнуло виконання контракту на 7,5 місяців, до кінця весни 1994-го.
Ще одним завершеним у першій половині 1990-х завданням була модернізація суднового ходу в Аргентині на річці Парана, котра відіграє надзвичайно важливу роль у транспортній системі країни. В межах проекту земснаряд прорізав кілька островів та петель, створюючи таким чином більш зручний фарватер.
В 1996-му Marco Polo (разом із земснарядом Cristoforo Colombo) провадив роботи із поглиблення каналу порту Саутгемптон (протока Ла-Манш на південному узбережжі Англії).
Наступного року судно залучили до прокладання газопроводу NorFra (Franpipe), що постачає норвезький газ до Франції. Неподалік від Дюнкерку воно разом із землесосними снарядами Galilei та Amerigo Vespucci прокладало прохід через кілька банок, створюючи таким чином умови для трубоукладального судна "Castoro II". Вибраний Marco Polo ґрунт вантажили на два невеликі землесосні снаряди Nina та Pinta, які таким чином виконували функцію ґрунтовідвізних шаланд.
На початку 2000-х Marco Polo задіяли для прокладання ще одного газопроводу, котрий повинен був транспортувати блакитне паливо з індонезійського острова Суматра до Сінгапуру. У відповідності до вимог сінгапурської морської адміністрації, трубопровід мав лежати на глибині не менш ніж 28 метрів від поверхні моря, тому довелось прокласти траншею довжиною 8 км з глибиною до 15 метрів. Це потребувало вибірки 700 тис. м3 ґрунту (в тому числі 125 тис. м3 скельних порід), над чим окрім Marco Polo працював землесосний снаряд Queen of the Netherlands.
У 2002-му судно знов опинилось на Сейшельських островах біля узбережжя Мае, де здійснило намив острова Ile Perseverance. Останній за проектом повинен був мати площу 92 гектари та призначався для проживання 10 тисяч осіб.
Невдовзі земснаряд опинився у Перській затоці біля узбережжя Об'єднаних Арабських Еміратів. Тут Jan De Nul виграла підряд на намив територій для всесвітньо відомого штучного архіпелагу «Пальма Джебель-Алі», що потребувало переміщення 135 млн м3 ґрунту. Окрім численних землесосних снарядів (найбільшим з яких був Juan Sebastián de Elcano) тут працювало і кілька фрезерних — окрім Marco Polo також Leonardo Da Vinci та тільки що споруджений величезний J.F.J. De Nul. Проект тривав з 2002 по 2006 роки, при цьому вибірка ґрунту для намиву могла одночасно створювати інші об'єкти. Так, з грудня 2005 по березень 2006 року Marco Polo провадив перший етап днопоглиблювальних робіт за проектом Нового контейнерного терміналу Джебель-Алі.
Одним з наступних завдань для судна стало спорудження порту Дукм в центральній частині східного узбережжя Оману (Аравійське море). Цей масштабний проект, розпочатий у 2008-му на позбавленому будь-якої інфраструктури пустельному узбережжі, потребував вилучення 62 млн м3 та намиву 12 млн м3 ґрунту, для чого використали більше десятка земснарядів, і в тому числі ще три фрезерних — J.F.J. De Nul, Fernão de Magalhães та Leonardo Da Vinci. Порт почав перші операції в 2011-му, втім, на той час Marco Polo вже давно працював над іншими проектами.
Починаючи з серпня 2009-го земснаряд був законтрактований для робіт над розширенням порту Ботані (Сідней), при цьому попередні роботи тут провів землесосний снаряд De Bougainville.
Наступні кілька років Marco Polo провів біля узбережжя Латинської Америки. У жовтні 2010-го він пройшов через Панамський канал, після чого до кінця року виконав завдання зі збільшення ширини підхідного каналу колумбійського порту Картахена (Карибське море).
В 2011 році земснаряд працював над цілим рядом проектів:
- в порту Ласаро-Карденас у мексиканському штатів Мічоакан (тихоокеанське узбережжі);
- на підхідному каналі гондураського терміналу для круїзних лайнерів Роатан;
- над розширенням та поглибленням підхідного каналу з атлантичної сторони Панамського каналу. В межах модернізації цієї магістралі тут споруджували третій шлюзовий комплекс, доступ до якого Marco Polo облаштовував з серпня по грудень (крім того, задіяли ківшевий земснаряд Il Principe).
У лютому- березні 2012-го Marco Polo задіяли для розширення підхідного каналу на іншому гондураському круїзному терміналі в Махогані-Бей. Тут для зменшення ризику при проходженні суден було потрібно вилучити корали з площі у 50 тисяч м3. В подальшому він повернувся до робіт на Панамському каналі і в жовтні 2012-го вилучив останні кубічні метри на цьому проекті. Всього при розширенні магістралі було вибрано 1,3 млн м3 ґрунту.
В 2013-му Marco Polo використали при розширенні аргентинського порту Баїя-Бланка. Розрахована на 9 місяців перша фаза цього проекту потребувала вибірки 6 млн м3 ґрунту, для чого також задіяли землесосний снаряд Kaishuu. Останній використовували переважно на підхідному каналі, тоді як Marco Polo працював у портовій акваторії та на окремих ділянках підхідного каналу із особливо великим накопиченням наносів.
У першій половині 2014-го земснаряд працював на поглибленні суднового ходу по Парані (Jan De Nul мала підряд на його обслуговування з серпня 2011-го). Враховуючи важливість магістралі, роботи доводилось регулярно переривати для перепуску караванів суден, котрі слідівали по річці. Влітку того ж року Marco Polo провадив днопоглиблення в усті річки Уругвай, де розташовується уругвайський порт Термінал Нуево-Пальміра.
У другій половині 2014-го судно задіяли в колумбійському порту Картахена (Карибське море). Роботи тривали щонайменше до лютого 2015-го, при цьому в них також брали участь фрезерний земснаряд Hondius, землесосний Pedro Alvares Cabral та ківшевий Il Principe.
Восени 2015-го Marco Polo разом із землесосами Filippo Brunelleschi і Pedro Alvares Cabral працював на тихоокеанському узбережжі Колумбії, де у порту Буенавентура провадилось днопоглиблення у інтересах терміналу TCBUEN (Terminal De Contenedores De Buenaventura).
Під завершення 2015-го судно опинилось у зоні Панамського каналу, де разом із ківшевим земснарядом Vitruvius та все тими ж землесосними Filippo Brunelleschi і Pedro Alvares Cabral провело на атлантичній стороні руйнування кофердаму, під захистом якого відбувалось спорудження нових шлюзів. А перші кілька місяців 2016-го Marco Polo та Vitruvius споруджували підхідний канал на тихоокеанській стороні цієї водної магістралі.
З січня по вересень 2017-го судно провело за модернізацією порту ямайської столиці Кінгстона. Останньому хотіли надати можливість приймати більші контейнеровози, котрі почали проходити через нещодавно розширений Панамський канал. Окрім Marco Polo у проекті, котрий потребував вибірки 7 млн м3 ґрунту, задіяли землесосний снаряд Pedro Alvares Cabral. При цьому у лютому 2017-го Marco Polo здійснив візит до колумбійського порту Буенавентура для роботи на кількох ділянках підхідного каналу (основну частину замовлення по збільшенню глибин до 12,5-13,5 метрів повинен був виконати тут землесосний снаряд Kaishuu).
Ще одним завданням стали роботи у мексиканському порту Веракрус на узбережжі Мексиканської затоки. Тут із акваторії порту та підхідного каналу було необхідно вибрати 12,5 млн м3 ґрунту, котрий потім перекачували по лінії завдовжки 2,8 км до місця намиву 190 гектарів території під нові термінали. Роботи завершили влітку 2018-го.
У серпні 2021-го "Marco Polo"  працював на Багамах на круїзному терміналі Нассау.
В 2023 році Jan De Nul продала застарілий "Marco Polo" покупцю з Анголи, куди його доправили з карибського регіону на судні для перевезення негабаритних вантажів.